# Seppois-le-Bas
Seppois-le-Bas är en kommun i departementet Haut-Rhin i regionen Grand Est (tidigare regionen Alsace) i nordöstra Frankrike. Kommunen ligger i kantonen Hirsingue som tillhör arrondissementet Altkirch. År 2022 hade Seppois-le-Bas 1 426 invånare.

## Befolkningsutveckling
Antalet invånare i kommunen Seppois-le-Bas
| Referens: INSEE |